# تویوتا سنچوری
تویوتا سنچوری (Toyota Century) خودرویی است که از سال ۱۹۶۷ تا کنون تولید شده‌است. طراحی آن موتور جلو-محور عقب بوده‌است.